# Macroglossum taxicolor
Macroglossum taxicolor är en fjärilsart som beskrevs av Moore 1879. Macroglossum taxicolor ingår i släktet Macroglossum och familjen svärmare. Inga underarter finns listade i Catalogue of Life.